# In Fabric: Vistiendo la muerte
In Fabric: Vistiendo la muerte (título original en inglés: In Fabric) es una película de comedia de terror británica de 2018, escrita y dirigida por Peter Strickland. La película sigue a un vestido rojo embrujado mientras atormenta a varios propietarios. Está protagonizada por Marianne Jean-Baptiste, Hayley Squires, Leo Bill y Gwendoline Christie.
Tuvo su estreno mundial en el Festival Internacional de Cine de Toronto el 13 de septiembre de 2018. Fue lanzado en el Reino Unido el 28 de junio de 2019 por Curzon Artificial Eye y fue lanzado en los Estados Unidos el 6 de diciembre de 2019 por A24.

## Sinopsis
Sheila es una cajera de banco recién divorciada que vive con su hijo adolescente Vince. Sus jefes la reprenden con frecuencia por errores laborales insignificantes y Gwen, la novia de Vince, la intimida. Visita los grandes almacenes Dentley and Soper's para comprar un vestido en las rebajas para una cita. Ayudada por la enigmática dependienta Miss Luckmoore, Sheila se siente atraída por un hermoso y vaporoso vestido rojo, que Luckmoore la convence de comprar. Sheila nota un extraño sarpullido en el pecho después de ponerse el vestido. Más tarde, su lavadora se estropea al intentar lavarlo, lo que provoca que Sheila se lesione la mano. Por la noche, los dependientes de la tienda limpian un maniquí realista que parece menstruar, mientras el anciano propietario, el Sr. Lundy, lo observa y se masturba.
Al volver a comprar en la tienda, Sheila se entera de que sólo hay una versión del vestido y que la modelo de la tienda fue asesinada después de llevarlo para el catálogo de la tienda. Sheila tiene una cita con su nuevo pretendiente, Zach, mientras Gwen y Vince mantienen relaciones sexuales. Cuando Gwen llega al clímax, el vestido flota sobre ella e intenta asfixiarla. Cuando Sheila y Zach salen a pasear juntos, ella es atacada por un pastor alemán, que le corta la pierna y rompe el vestido en el proceso. Más tarde, ese mismo día, Vince vuelve a casa con el vestido reparado. Después de oírlo moverse por la noche en el armario, Sheila, inquieta, intenta devolverlo a la tienda, pero se lo niegan. Con el vestido en el maletero del coche, Sheila muere en un accidente de camino a pasar la noche con Zach.
El vestido llega a manos del reparador de lavadoras Reg Speaks, a quien sus amigos obligan a llevarlo en su despedida de soltero. A su prometida Babs le gusta el vestido y se lo pone para ir de compras a Dentley y Soper's. Luckmoore reprende a Babs por ir de compras cerca de la hora de cierre, pero Lundy la convence para que se quede. Mientras tanto, en casa, Reg queda hipnotizado por el anuncio televisivo de los grandes almacenes y muere envenenado por monóxido de carbono causado por su caldera. Babs le cuenta a Luckmoore un inquietante sueño en el que se convierte en la modelo del catálogo de la tienda, pero adelgaza y acaba enterrada en la tienda. Babs entra en el probador mientras en la tienda estalla una pelea entre clientes que rápidamente se convierte en un saqueo.
El vestido se incendia y las llamas se propagan rápidamente por la tienda. Babs muere quemada en su probador, mientras Luckmoore huye al montacargas con un maniquí desmembrado. Mientras desciende al interior de la tienda, ve a la modelo muerta, a Sheila, Reg y Babs cosiendo el vestido con hilos hechos con su sangre, junto con varias estaciones de costura desatendidas que se supone que son para futuras usuarias del vestido. Un bombero observa la tienda destruida y descubre el vestido intacto entre los escombros.

## Reparto
- Marianne Jean-Baptiste como Sheila Woolchapel
- Hayley Squires como Babs
- Leo Bill como Reg habla
- Gwendoline Christie como Gwen
- Julian Barratt como alijo
- Steve Oram como Clive
- Barry Adamson como Zach
- Jaygann Ayeh como Vince
- Richard Bremmer como el señor Lundy
- Terry Bird como Bananas Brian
- Fatma Mohamed como Miss Luckmoore
- Sidse Babett Knudsen como Jill

## Producción
En septiembre de 2017, se anunció que Marianne Jean-Baptiste se había unido al elenco de la película, con Peter Strickland dirigiendo un guion escrito por él. Andy Starke se desempeñó como productor de la película, e Ian Benson, Lizzie Francke, Rose Garnett, Stephen Kelliher, Patrick Howson, Phil Hunt y Compton Ross se desempeñaron como productores ejecutivos de la película bajo Blue Bear Rook Films, Bankside Films, BBC Films. y pancartas del British Film Institute, respectivamente. En noviembre de 2017, Hayley Squires, Julian Barratt, Gwendoline Christie, Leo Bill, Steve Oram, Fatma Mohamed, Jaygann Ayeh y Richard Bremmer se unieron al elenco de la película.
Strickland comentó que, al escribir el guion, se inspiró tanto en la naturaleza curiosa de las tiendas de segunda mano como en los recuerdos de cuando era niño cuando lo llevaban a los grandes almacenes, en particular a la ahora cerrada sucursal principal de Jacksons en Reading, Berkshire. Quería cuestionar las reacciones que tiene la gente ante la ropa. Por lo tanto, el vestido en sí era muy importante. También necesitaba ajustarse a una variedad de tipos de cuerpo, por lo que la diseñadora de vestuario Jo Thompson hizo un sencillo vestido cruzado de seda roja.

## Estreno
En marzo de 2018, Curzon Artificial Eye adquirió los derechos de distribución de la película en el Reino Unido. La película tuvo su estreno mundial en el Festival Internacional de Cine de Toronto el 13 de septiembre de 2018. Poco después, A24 adquirió los derechos de distribución de la película en Estados Unidos. Fue lanzado en el Reino Unido el 28 de junio de 2019. Fue lanzado en los Estados Unidos el 6 de diciembre de 2019.

## Recepción
In Fabric recibió críticas positivas de los críticos de cine. Tiene a 91% en Rotten Tomatoes, basado en 160 reseñas, con una calificación promedio de 7.4/10. El consenso crítico del sitio dice: "El atractivo giallo diáfano ' In Fabric teje un hechizo surrealista, combinando horror con estilo y comedia oscura para ofrecer al público un placer cautivador". En Metacritic, la película tiene una calificación de 81 sobre 100, según 28 críticos, lo que indica "aclamación universal".
In Fabric: Vistiendo la muerte se incluyó en las mejores listas de películas de 2019 en The Playlist y Sight & Sound.